# Caragol
|  | Per a altres significats, vegeu «Caragol (desambiguació)». |

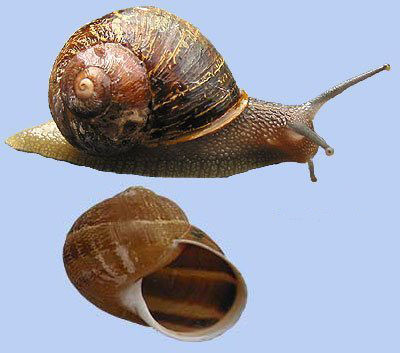
Caragol.

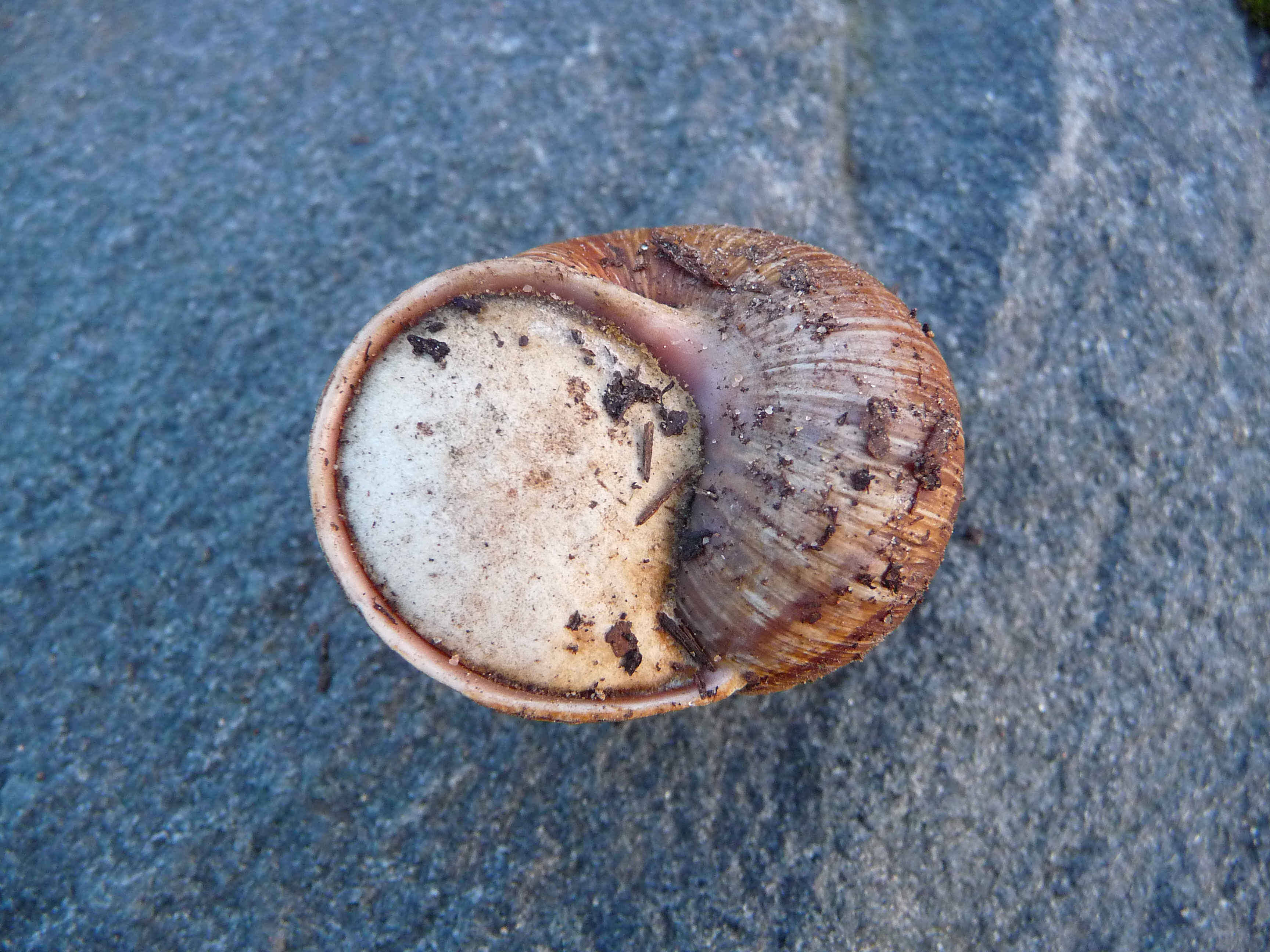
Helix pomatia amb la closca segellada amb un epifragma calcari

Un caragol o cargol és un gasteròpode amb closca. El nom s'aplica sobretot als cargols de terra, mol·luscs gastròpodes pulmonats terrestres. Tanmateix, el nom comú de caragol també s'utilitza per a la majoria dels membres de la classe de mol·luscs gastròpodes que tenen una closca enrotllada prou gran perquè l’animal hi càpiga completament. Quan la paraula "cargol" es fa servir en aquest sentit més general, inclou no només cargols terrestres, sinó també nombroses espècies de caragols de mar i cargols d'aigua dolça. Els gasteròpodes que no tenen de manera natural cap closca, o només tenen una closca interna, s'anomenen majoritàriament llimacs, i els cargols terrestres que només tenen una closca molt petita on no hi caben sovint s'anomenen semi llimacs.
Els cargols tenen una rellevància humana considerable, ja que s'utilitzen com aliments, han transmès plagues i transportat malalties, i les seves closques s'utilitzen com a objectes decoratius i s'incorporen a les joies. El cargol també ha tingut una certa importància cultural, que tendeix a associar-se amb la letargia. El cargol també s'ha utilitzat com a metàfora: algú que no es mou prou de pressa és "lent com un cargol". El cargol té la mateixa forma o similar que la de la còclea.

## Visió general
Els cargols que respiren amb un pulmó pertanyen al grup dels pulmonats. En un estudi del 2010 es va trobar que els pulmonats eren polifilètics. Però els cargols amb brànquies també formen un grup polifilètic, o sigui que els cargols amb pulmons i els cargols amb brànquies formen una sèrie de grups taxonòmics que no necessàriament estan més relacionats entre ells que amb altres grups.
Tant els cargols que tenen pulmons com els cargols que tenen brànquies s'han diversificat tan àmpliament al llarg del temps geològic que algunes espècies amb brànquies es poden trobar a la terra i nombroses espècies amb pulmons es poden trobar a l'aigua dolça. Fins i tot unes poques espècies marines tenen pulmons.
Els cargols es poden trobar en una àmplia gamma d’ambients, inclosos séquies, deserts i les profunditats abissals del mar. Tot i que els cargols terrestres poden ser més familiars per als profans, els caragols marins constitueixen la majoria de les espècies de cargols i tenen una diversitat molt més gran i una biomassa més gran. També es poden trobar nombrosos tipus de cargols a l'aigua dolça.
La majoria dels cargols tenen milers d’estructures microscòpiques semblants a les dents situades en una llengua en forma de cinta que s'anomena ràdula. La ràdula funciona com una llima, trencant els aliments en petits trossos. Molts cargols són herbívors, mengen plantes o rasquen algues de les superfícies amb les seves ràdules, tot i que algunes espècies terrestres i moltes espècies marines són omnívors o carnívors depredadors. Els cargols no poden absorbir els pigments de colors quan mengen paper o cartró, de manera que les seves femtes també són de colors.
Diverses espècies del gènere Achatina i gèneres relacionats es coneixen com a cargols terrestres gegants africans; alguns arriben a 38 cm des del musell fins a la cua i pesen 1 kg. L'espècie viva més gran de cargol de mar és Syrinx aruanus; la seva closca pot arribar a mesurar 90 cm de longitud, i tot l’animal amb la closca pot pesar fins a 18 kg. Recentment, els cargols terrestres més petits, Angustopila dominikae, han estat descoberts a la Xina i mesuren 0,86 mm de llarg.
El cargol lymnaea pren decisions utilitzant només dos tipus de neurones: una decideix si el cargol té gana i l’altra decideix si hi ha menjar a la rodalia.
El gasteròpode terrestre més gran conegut és el cargol gegant africà Achatina achatina, l'espècimen més gran registrat del qual mesurava 393 cm del musell a la cua quan està completament estès, amb una longitud de closca de 27,3 cm el desembre de 1978. Pesava exactament 900 g. Amb el nom de Gee Geronimo, aquest cargol era propietat de Christopher Hudson (1955–79) de Hove, East Sussex, Regne Unit, i es va recollir a Sierra Leone el juny de 1976.

## Dieta
Els caragols s'alimenten de nit. S'alimenten principalment de matèria orgànica en descomposició. La seva dieta també inclou fongs, líquens, fullatge verd, cucs, centpeus, insectes, femta animal, carronya i altres llimacs. Alguns cargols també s'alimenten d'altres.
Molts espècies de cargols terrestres són valuoses perquè poden alimentar-se amb una àmplia gamma de residus agrícoles, com ara les fulles mortes de les plantacions de plàtans.

## Llimacs

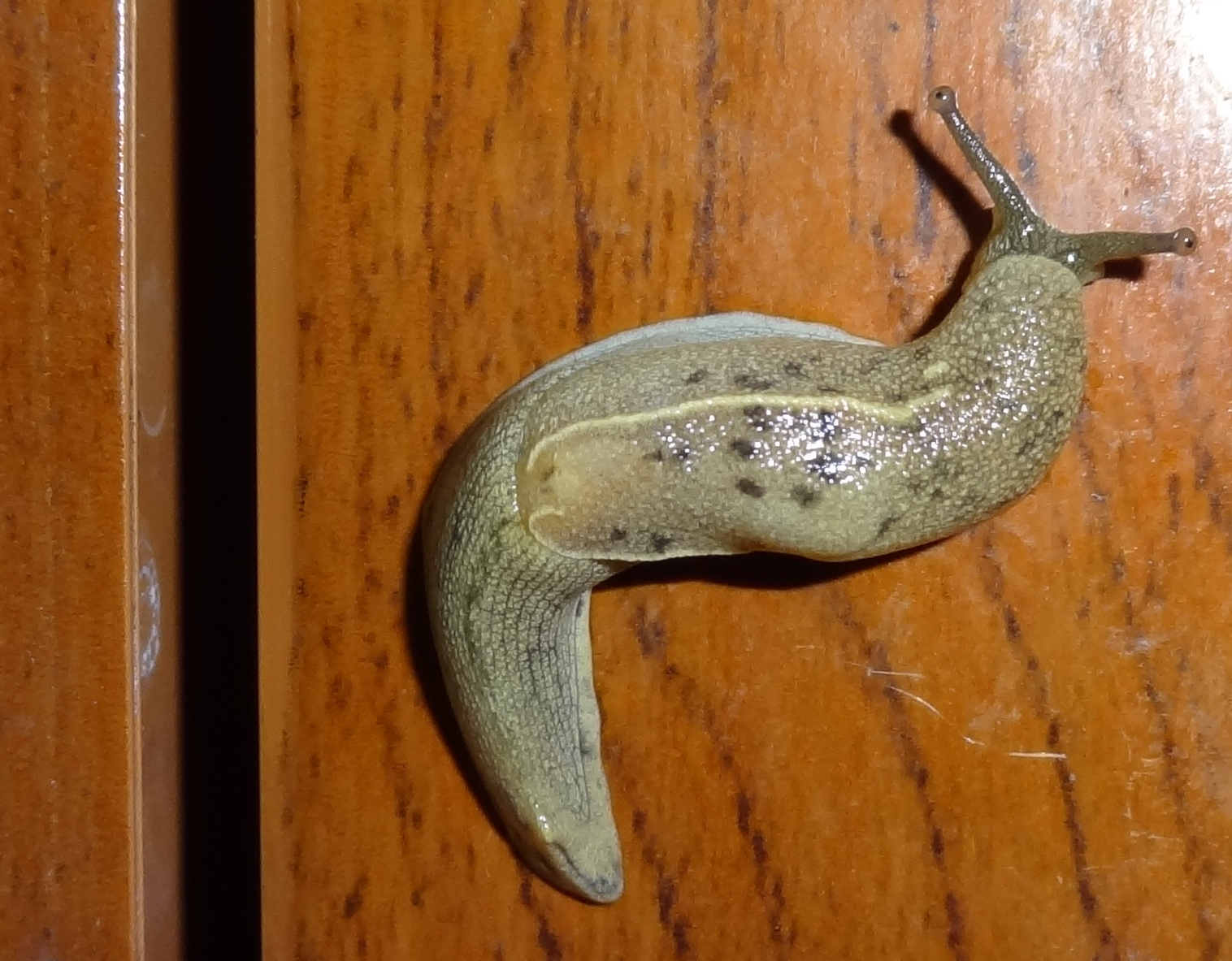
Llimac

Els gastròpodes que no tenen una closca visible es denominen llimacs en lloc de cargols. Algunes espècies de llimac tenen una closca de color marró granat, algunes només tenen un vestigi intern que serveix principalment com a dipòsit de lactat de calci i d'altres no tenen cap closca. A part d'això, hi ha poca diferència morfològica entre llimacs i cargols. No obstant això, hi ha diferències importants en els hàbitats i el comportament.
Un animal sense closca és molt més maniobrable i compressible, de manera que fins i tot els llimacs de terra força grans poden aprofitar hàbitats o recessos amb molt poc espai, recessos que serien inaccessibles per a un caragol de mida similar. Els llimacs s'estrenyen en espais reduïts, com ara sota escorces soltes dels arbres o sota lloses de pedra, troncs o taulers de fusta estirats a terra. En aquestes retirades corren menys perill pels depredadors o la dessecació. Sovint són llocs adequats per pondre els ous.
Els llimacs com a grup estan lluny de ser monofilètics; científicament es parla de "llimac" com un terme de conveniència amb poca importància taxonòmica. La reducció o pèrdua de la closca ha evolucionat moltes vegades de manera independent dins de diversos llinatges molt diferents de gasteròpodes. Els diversos tàxons dels gasteròpodes terrestres i marins amb morfologia de llimacs es produeixen dins de nombrosos grups taxonòmics superiors d'espècies sense closca; aquests tàxons independents de llimacs no estan generalment estretament relacionats entre si.

## Rellevància humana

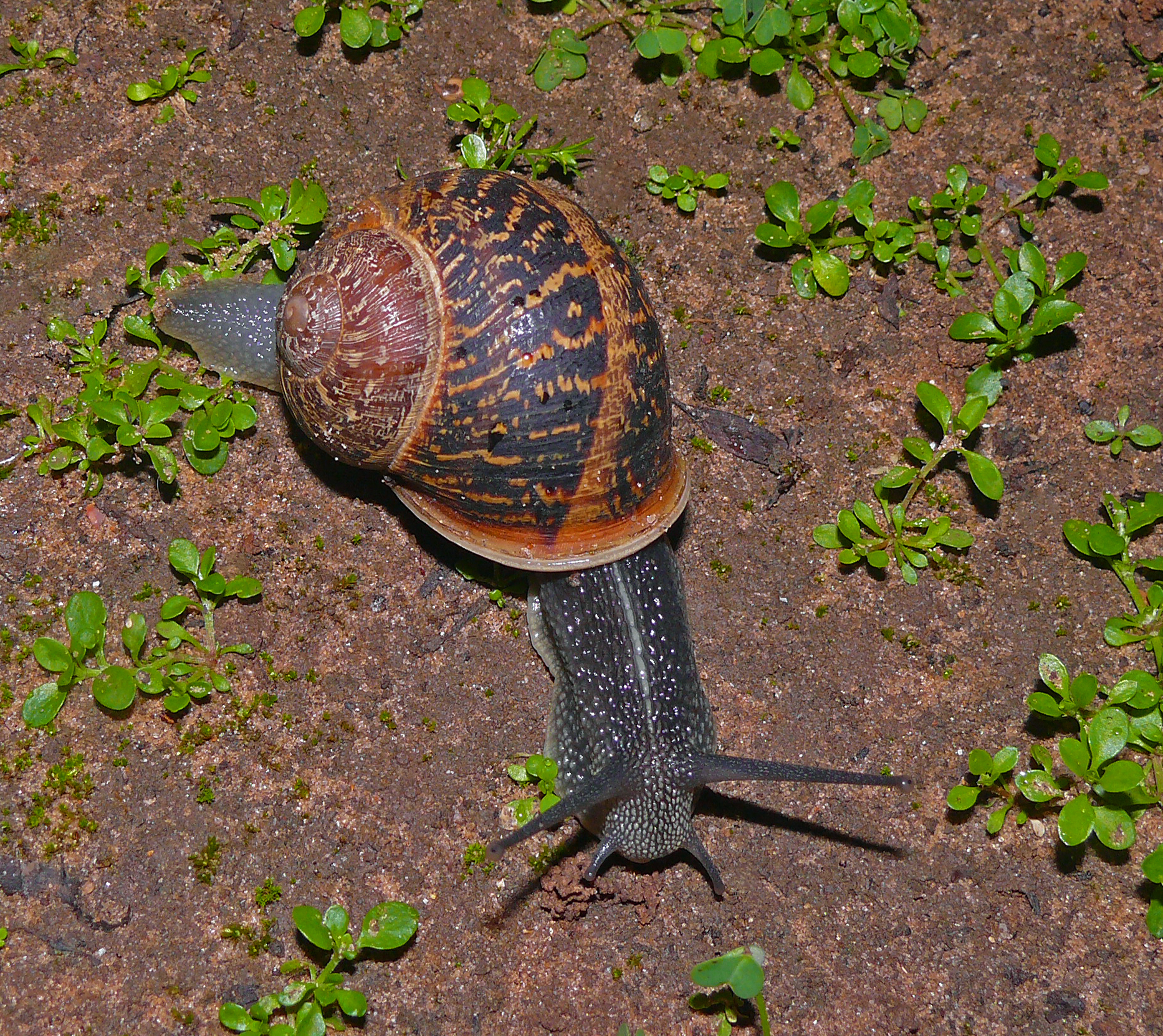
Cornu aspersum : cargol de jardí

Els cargols terrestres es coneixen com a plagues agrícoles i de jardí, però algunes espècies són una delícia comestible i, de vegades, mascotes domèstiques. A més, el seu moc també es pot utilitzar per a fer productes per a la cura de la pell.

### Agricultura
Hi ha una varietat de mesures de control de cargols que els jardiners i agricultors utilitzen per intentar reduir el dany a les plantes valuoses. Encara s'utilitzen pesticides tradicionals, així com moltes opcions de control menys tòxiques, com alls concentrats o solucions d'artemísia. El metall de coure també repel·leix els cargols i, per tant, una banda de coure al voltant del tronc d’un arbre evitarà que els cargols pugin i arribin al fullatge i al fruit. Una capa d’una substància seca, finament triturada i ratllada com la terra de diatomees també pot dissuadir els cargols.
El cargol decol·lat (Rumina decollata) captura i menja cargols de jardí i, per això, de vegades s'ha introduït com a agent de control biològic de plagues. Tanmateix, també té problemes, ja que el cargol descol·lat és tan probable que ataqui i devori altres gasteròpodes que poden representar una part valuosa de la fauna autòctona de la regió.

### Gastronomia

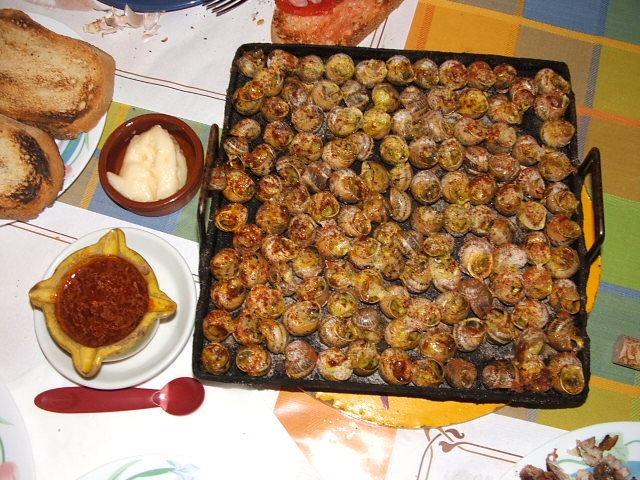
Els caragols a la llauna són una especialitat de la cuina catalana

La pràctica de la cria de cargols per aliments es coneix com helicicultura. Els caragols a la llauna són una especialitat de la cuina catalana; i a la cuina francesa, els cargols comestibles se serveixen de diverses formes, a la Borgonyesa per exemple. Abans de cuinar-los, es mantenen en un lloc fosc, en una gàbia amb palla seca o fusta seca: els sarments morts, procedents de l'esporga de la vinya s'utilitzen sovint amb aquest propòsit. Durant el període plujós, els cargols surten de la hibernació i alliberen la major part del moc a la fusta / palla seca, i després es poden preparar per a cuinar-los. Un cop cuninats, la textura n'és lleugerament masticable i tendra.
Diverses espècies de cargols terrestres proporcionen fonts de proteïnes, fàcilment a l'abast per a persones de comunitats pobres d'arreu del món. En alguns països, els cargols terrestres gegants africans es produeixen comercialment per a l'alimentació. Els cargols i les espècies de llimacs que normalment no es mengen en determinades zones s'hi havien utilitzat ocasionalment com a aliment de pobres en temps històrics; una història d'Escòcia escrita al 1800 descriu diverses menes cargols i el seu ús com a aliment en temps de pesta.

### Malalties parasitàries
Els cargols també es poden associar a malalties parasitàries com l'esquistosomosi, l’ angiostrongialiasi, la fasciolopsiasi, l'opistorquiosi, la fasciolosi, la paragonimosi i la clonorquiosi, causada per Clonorchis sinensis, que es poden transmetre als humans.

## Representacions culturals

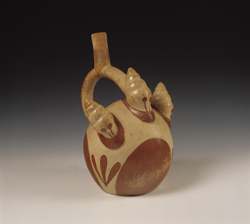
Cargols de terra (Scutalus sp.) En un Moche olla, 200 ANUNCI, Museu Arqueològic Rafael Larco Herrera, Lima, Perú

### Simbolisme
A causa de la seva lentitud, el cargol s'ha vist tradicionalment com un símbol de mandra. En la cultura cristiana, s'ha utilitzat com a símbol del pecat capital de la mandra. Els salms 58:8 utilitzen llim de cargol com a càstig metafòric. En la mitologia maia, el cargol s'associa amb el desig sexual, sent personificat pel déu Uayeb.

### Adivinació
Els cargols eren àmpliament notats i utilitzats en l'endevinació. El poeta grec Hesíode va escriure que els cargols significaven el moment de collir pujant a les tiges, mentre que el déu de la lluna asteca Tecciztecatl portava una closca de cargol a l'esquena. Això simbolitzava el renaixement; la tendència del cargol a aparèixer i desaparèixer es va analitzar amb la lluna.

### Metàfora
En la parla contemporània, l'expressió "un ritme de cargol" s'utilitza sovint per descriure un procés lent i ineficient.
Als manuscrits medievals i renaixentistes els cargols es representen com un relleu còmic a causa de la similitud entre l’armadura dels cavallers i la closca dels cargols.

### Tèxtil
Algunes varietats de cargols, especialment la família Muricidae, produeixen una secreció que és un colorant natural ràpid. L’antiga Porpra de Tir es va fabricar d’aquesta manera, així com altres tints porpra i blau. Les despeses extremes d’extreure aquesta secreció són quantitats suficients que limiten el seu ús als més rics. Són tints com aquests els que van provocar que certs tons de porpra i blau s'associessin a la reialesa i la riquesa.

### Música
En la cultura catalana caragol treu banya és una de les cançons infantils més populars.

## Com a mascotes
Al llarg de la història, els cargols s'han mantingut com a mascotes. Hi ha molts cargols famosos com Lefty (Born Jeremy) i dins de la ficció, Gary i Brian el cargol.